# Héron (Belgia)
Héron este o comună francofonă din regiunea Valonia din Belgia. Comuna este formată din localitățile Héron, Couthuin, Lavoir și Waret-l'Évêque. Suprafața totală a comunei este de 38,32 km². La 1 ianuarie 2008 comuna avea o populație totală de 4.656 locuitori. 